# West of the Water Tower

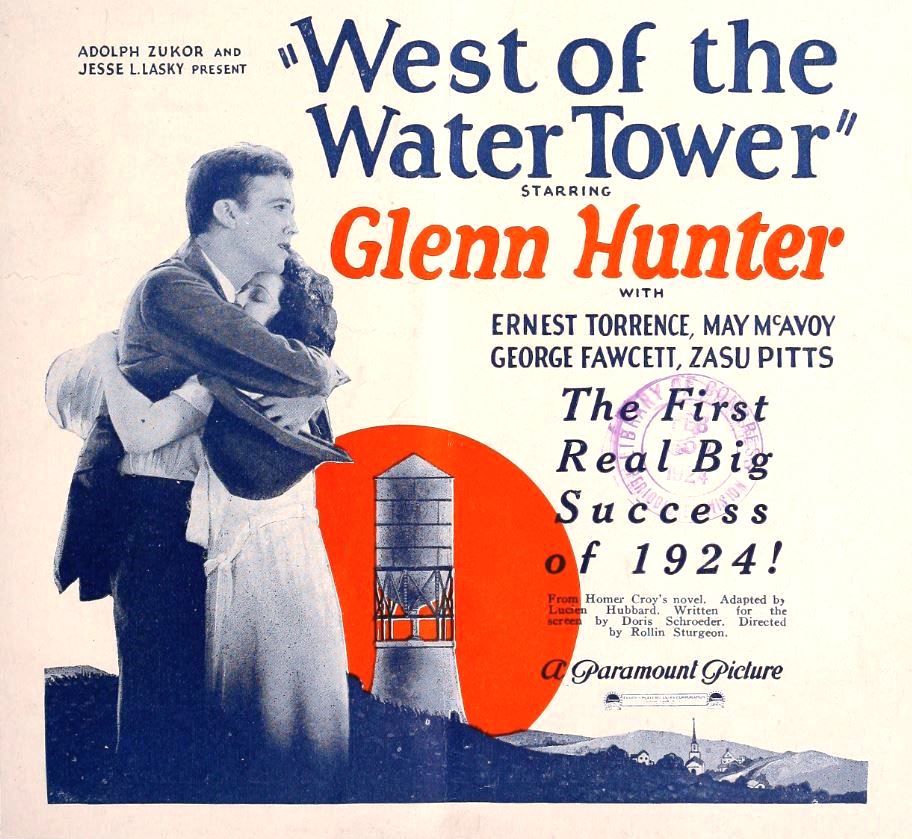
Annonce du film dans Exhibitors Trade Review.

West of the Water Tower est un film américain réalisé par Rollin S. Sturgeon, produit par Famous Players-Lasky et sorti en 1923.

## Fiche technique
- Réalisation : Rollin S. Sturgeon
- Scénario : Doris Schroeder, adaptation de Lucien Hubbard d'après le roman West of the Water Tower de Homer Croy[1]
- Producteurs : Adolph Zukor, Jesse Lasky
- Photographie : Harry B. Harris
- Distributeur : Paramount Pictures
- Durée : 8 bobines[2]
- Date de sortie : 30 décembre 1923 (New York)

## Distribution

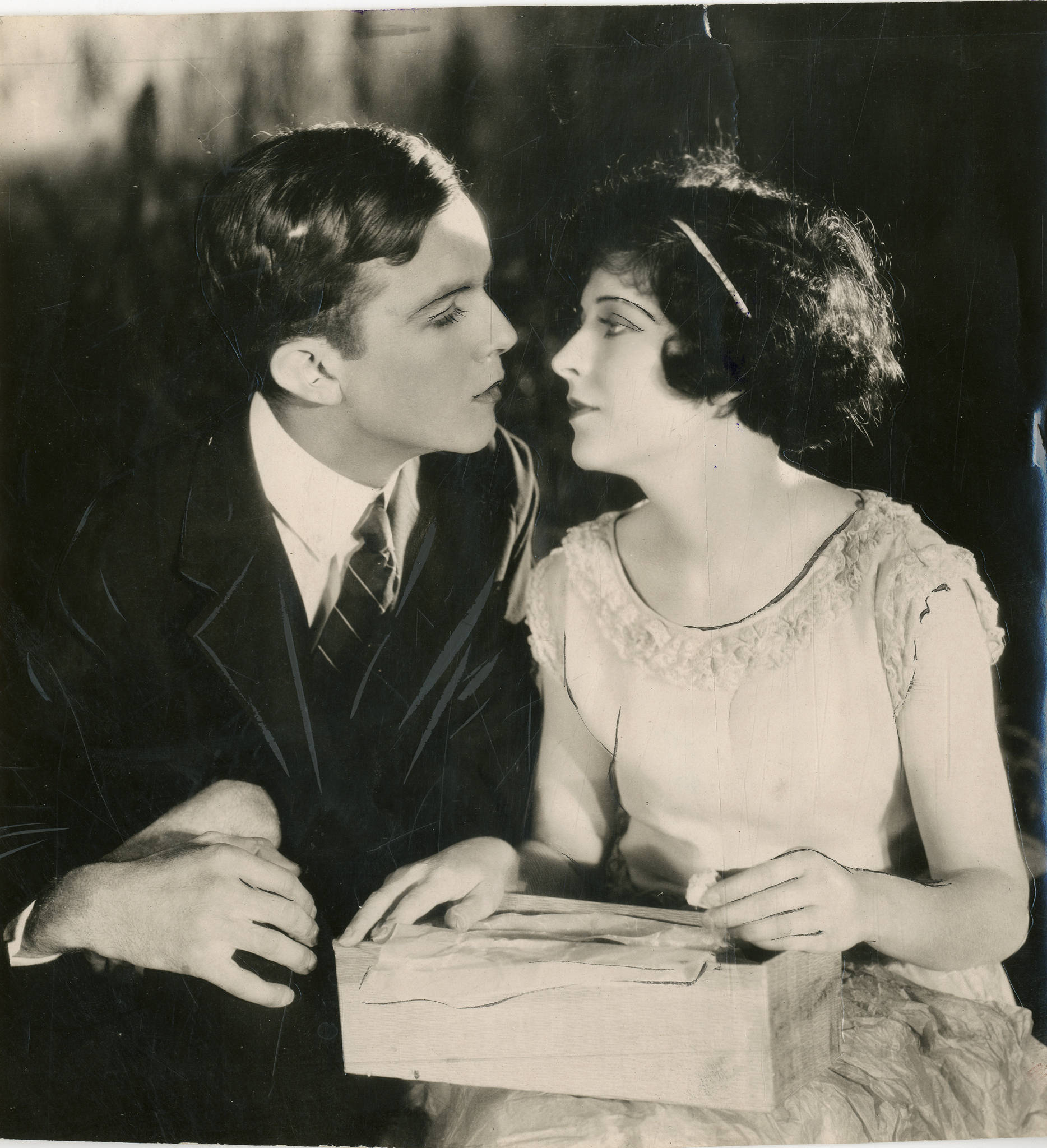
Scène du film West of the Water Tower.

- Glenn Hunter : Guy Plummer
- May McAvoy : Bee Chew
- Ernest Torrence : Adrian Plummer
- George Fawcett : Charles Chew
- ZaSu Pitts : Dessie Arnhalt
- Charles S. Abbe : R.N. Arnhalt
- Anne Schaefer : Mrs. Plummer
- Riley Hatch : Cod Dugan
- Allen Baker : Ed Hoecker
- Jack Terry : Harlan Thompson
- Edward Elkas : Wolfe
- Alice Mann : Pal